# Исаев, Хамзат
Хамзат Исаев (род. 11 марта 1995, Чечня) — немецкий дзюдоист, бронзовый призёр чемпионата Германии среди кадетов, бронзовый призёр Кубка среди юниоров, чемпион Германии 2019 года среди взрослых, двукратный бронзовый призёр этапов Кубка Европы среди взрослых.

## Карьера
Чеченец по происхождению. Выступает в весовой категории до 73 кг. В 2010 году стал бронзовым призёром Германии среди кадетов. В 2015 году завоевал бронзу Кубка Европы среди юниоров. В 2018 году в Малаге стал третьим на Еврокубке среди взрослых, а на следующий год там же повторил свой успех. В 2019 году стал чемпионом Германии.